# Diocèse de Teano-Calvi
Le diocèse de Teano-Calvi (en latin : Diœcesis Theanensis-Calvensis ; en italien : Diocesi di Teano-Calvi) est un diocèse de l'Église catholique en Italie, suffragant de l'archidiocèse de Naples et appartenant à la région ecclésiastique de Campanie.

## Territoire
Il est situé dans une partie de la province de Caserte, l'autre partie de cette province étant partagé par l'archidiocèse de Capoue
et les diocèses d'Isernia-Venafro, de Cerreto Sannita-Telese-Sant'Agata de' Goti, de Caserte, d'Alife-Caiazzo, d'Aversa, de Sessa Aurunca, et de Sora-Cassino-Aquino-Pontecorvo. Son territoire couvre une superficie de 663 km2 divisé en 70 paroisses regroupées en 4 archidiaconés. L'évêché est dans la ville de Teano où se trouve la cathédrale Saint Clément. La cathédrale de Calvi Risorta est cocathédrale depuis la fusion en 1986 des diocèses de Calvi et de Teano.

## Histoire
Le diocèse actuel est fondé le 30 septembre 1986 par l'union des diocèses de Teano et de Calvi avec le décret Instantibus votis de la congrégation pour les évêques.

### Diocèse de Teano
La tradition retrace les origines du diocèse de Teano vers la première moitié du IVe siècle avec les évêques Paris (it), Amase et Urbain. À l'endroit où saint Paride a prêché la foi chrétienne pour la première fois à Teano, une basilique est érigée sous le titre de San Paride ad Fontem, ce qui fut probablement la première cathédrale du diocèse de Teano.
D'autres évêques des Ve et VIe siècles sont attribués au diocèse de Teano : Quintus, qui prend part au concile de Rome organisé par le pape Symmaque en 499 et Domnin, mentionné dans l'épistolaire du pape Pélage Ier (556-561). Mais en raison de l'écriture proche, ces deux évêques ont pu appartenir aux sièges de Theanensis (Teano) ou à celui de Theatina (Théatin). Par la suite, il n’y a plus d’informations du diocèse jusqu’au IXe siècle, peut-être en raison des destructions causées par l’arrivée des Lombards. La chronologie des évêques reprend avec Maur au début du IXe siècle ; on lui attribue la construction de la cathédrale saint Terenziano près de la tombe de saint Paride. Au cours du siècle, le siège de Teano est occupé par les évêques bénédictins Loup, Hilaire, Léon et Angelaire. L'évêque Léon reçoit certains décrets des papes Jean VIII et Étienne V entre 879 et 887/888. Au cours de cette période, le Mont-Cassin est détruit par les Sarrasins ; les moines et l'abbé Angelaire, futur évêque, se réfugient à Teano, apportant avec eux la règle autographiée de saint Benoît, qui sera perdue lorsqu'un incendie détruit le monastère de Teano.
Vers 966, le diocèse de Capoue est élevée au rang d'archidiocèse métropolitain et le diocèse de Teano est parmi ses suffragants. Au XIIe siècle, une nouvelle cathédrale est construite après l'incendie de la première par les Normands en 1062. Par la suite, elle subira deux autres destructions : en 1520 par un incendie et pendant la Seconde Guerre mondiale. Entièrement reconstruite, elle est consacrée en 1957. Parmi les évêques de Teano, on peut citer Pandolfo (1122-1126), que les auteurs contemporains célèbrent en tant qu'homme de grande culture, érudit, poète et défenseur des libertés de l'Église ; Pierre Ier, documenté de 1154/1158 à 1179, qui consacre l'église de Santa Maria de intus (1174) et l'ermitage de l'église de Santa Maria della Ferrara (1179) ; Guillaume II, qui accompagne saint Thomas d'Aquin au deuxième concile de Lyon en 1274.
Le séminaire est créé après le concile de Trente mais décline rapidement pendant l'épiscopat de Vincenzo Serafino, au tournant des XVIe et XVIIIe siècles. Paolo Squillante, en 1655, donna vie au séminaire près du couvent de Sant'Agostino degli Eremitani et fonde une œuvre pour le secours des indigents du diocèse. L'évêque Giuseppe Nicola Giberti (1681-1697) agrandit le séminaire et rénove de la cathédrale, effondrée par un tremblement de terre. Il organise également un synode diocésain et met sur pied une congrégation pour l'enseignement du catéchisme. Au XVIIIe siècle, l'évêque Domenico Giordani fait une visite pastorale de son diocèse en 1753.

### Diocèse de Calvi
Les origines du diocèse de Calvi sont incertaines. Nicola Coleti, auteur de la deuxième édition de l'Italia sacra de Ferdinando Ughelli, publie en 1722 dans un catalogue épiscopal de Calvi tiré d'un Kalendarium Calvense ad instar Martirologii, quod breviario antiquissimo longobardis literis exarato praeponitur, utilisé et extrait d'un ancien bréviaire écrit avec des caractères lombards. Le calendrier commence par saint Caste et considéré comme premier évêque ; il présente une liste très fragmentaire d’évêques avec le jour et l’année de la mort de ceux-ci. Tous ces évêques sont inconnus des sources historiques, alors que ceux documentés historiquement sont inconnus du Kalendarium. Pour cette raison, entre autres, Francesco Lanzoni (it) considère que la liste épiscopale mentionnée par ce calendrier est très suspecte. À l'exception des évêques connus uniquement pour leur présence dans le calendrier de Calvi et ceux dont l'attribution est discutée ou erronée, il n'y a que deux évêques de Calvi du premier millénaire documentés par des sources historiques : Giusto, évêque connu grâce à la découverte de son épitaphe et dirige le diocèse de mars 488 à février 492 et Valerio, probablement son successeur, qui prend part au concile romain organisé par le pape Simmaque en 499. Le destin du diocèse est incertain pour les siècles suivants. Il semble confirmer sa continuité tout au long du premier millénaire, à l’exception d’une longue période comprise entre la deuxième moitié du VIe siècle et le milieu du VIIIe siècle.
Vers 966, le diocèse de Capoue est élevée au rang d'archidiocèse métropolitain et le diocèse de Calvi fait partie de ses suffragants. La série d'évêques historiquement documentés n'est enregistrée que vers la fin du XIe siècle avec l'ếvêque Falcone, dont le nom apparaît dans un privilège accordé par Richard II de Capoue à l'église Santa Maria di Maddaloni en 1094. L' Iohannes episcopus Calenas qui figure dans un décret du pape Honorius II de 1126 pourrait être un évêque de Calvi. En 1174, l'évêque Tancredi prend part à la consécration de l'église Santa Maria de intus avec l'évêque Pietro de Teano. Norbert Kamp (it) note ensuite l'existence de nombreux évêques entre les XIIe et XIIIe siècles, mais dont les noms restent inconnus. La série des évêques reprend à partir du XIIIe siècle, dans laquelle se détache la figure de l'évêque cistercien Odoardo, qui est attaqué lors du voyage de retour du Deuxième concile de Lyon et mis en prison par les partisans de l'empereur Frédéric II où il décède.
La période post-tridentine est marquée à Calvi par la présence et l'action de l'évêque Fabio Maranta (1582-1619), homme doté d'une grande capacité d'organisation et d'administration. En 1583, il effectue une visite pastorale dans le diocèse, dont il reste un compte rendu détaillé, qui montre l'état de ruine de l'ancienne cathédrale, dépourvue de porte, la cathédrale servait occasionnellement d'abri de nuit pour hommes et animaux ; dont il ne reste que des ruines aujourd'hui. Maranta restaure la cathédrale et augmente le nombre de chanoines de deux à neuf. En 1588, un document décrits tous les actifs de la mense épiscopale et du chapitre, ainsi que des églises avec bénéfices. La même année, un synode diocésain est célébré. En 1647, le soulèvement de Masaniello dévaste Calvi par représailles contre la famille de l'évêque, le palais épiscopal est rasé et la cathédrale endommagée. L'évêque est contraint d'abandonner Calvi et de résider à Pignataro, qui devient la résidence habituelle des évêques de Calvi. Au cours de ces années, la peste dépeuple Calvi et Teano. En 1686, le palais épiscopal de Calvi consiste toujours en une simple salle. La fin du XVIIe siècle, qui coïncide avec l'épiscopat du dominicain Vincent Maria de Silva (1679-1702) qui crée un séminaire avec douze places avec un professeur de chant, un grammairien et un recteur, pour mettre fin à l'ignorance du clergé et des candidats au sacerdoce. La première moitié du XVIIIe siècle voit l'institution définitive du séminaire de Calvi sous l'impulsion de l'évêque Filippo Positano (1720-1732). Le nouveau séminaire est béni personnellement par le pape Benoît XIII le 16 mai 1727. Mgr Positano fonde également un mont frumentaire (it) offrant aux agriculteurs une alternative à l'usure. Giuseppe Maria Capece Zurlo (1756-1782) agrandit le séminaire de Positano et fait ériger un séminaire d'été en 1757.

### Diocèse de Teano-Calvi
Le 27 juin 1818, les deux diocèses sont uni aeque principaliter par la bulle De utiliori du pape Pie VII prenant le nom de diocèse de Calvi et de Teano. Le 24 septembre, Mgr Andrea de Lucia, évêque de Calvi, prend possession du diocèse de Teano.
Au milieu du XIXe siècle, les diocèses traversent une période de décadence, principalement à cause de l'anticléricalisme généralisé, marquant une diminution des vocations sacerdotales. De 1860 à 1866, Mgr Bartolomeo d'Avanzo est empêché d'entrer dans le diocèse, car il est privé du placet du gouvernement. De Sorrente, où il réside en exil, il mène une bataille contre la franc-maçonnerie et, après son entrée dans le diocèse, il doit insister pour que les séminaires soient rouverts, qui avait été fermé en raison du refus d'accepter une inspection du gouvernement. Il est fait cardinal par le pape Pie IX pour ses mérites et pour la défense de l'infaillibilité papale lors du premier concile œcuménique du Vatican.
Son successeur est Mgr Alfonso Maria Giordano, son coadjuteur, qui fait preuve de générosité lors de l'épidémie de choléra de 1884. Il réussit à rouvrir les séminaires de Teano et de Visciano. Albino Pella, qui dirige les diocèses de 1908 à 1915, s'efforce de diffuser un modèle de vie chrétienne plus développé. Il remplace la dévotion populaire par une pratique chrétienne régulière, pour laquelle il institue une école de catéchisme. Il crée des œuvres sociales contre l'usure et une société de secours mutuel. En 1921, l'évêque Calogero Licata réunit les deux séminaires, en supprimant celui de Visciano pour contenir les dépenses. Il publie une lettre pastorale contre les abus introduits dans les fêtes religieuses. Pendant la Seconde Guerre mondiale, les diocèses sont gouvernés par Mgr Giacinto Tamburini. Le 6 octobre, Teano est bombardé et la cathédrale détruite.
Le 12 mai 1952, le pape Pie XII proclame Notre-Dame de Láttani, patronne principale des deux diocèses par la lettre apostolique Vitae huius iactati. Le 30 avril 1979, la province ecclésiastique de l'archidiocèse de Capoue est supprimée et les deux diocèses deviennent suffragants de l'archidiocèse de Naples. Le 30 septembre 1986, les deux diocèses sont pleinement uni par le décret Instantibus votis de la congrégation pour les évêques et le diocèse prend son nom actuel. En 1999, le musée diocésain d'art sacré est ouvert dans la crypte de la cathédrale de Teano ; le nouveau siège du séminaire de Teano est inauguré le 31 mai 2015.

## Sources
- « Diocese of Teano-Calvi »